# Констанса Мануэль
Констанса Мануэль (исп. Constanza Manuel, порт. Constança Manuel, ок. 1316, Кастильо-де-Гарсимуньос — 13 ноября 1345, Сантарен) — королева Кастилии и кронпринцесса Португалии.

## Биография
Констанса была дочерью феодала-писателя Хуана Мануэля (внука короля Кастилии Фердинанда III) и его жены Констансы, дочери Хайме Справедливого.
В возрасте девяти лет решением кортесов в Вальядолиде была выдана (28 ноября 1325 года) за малолетнего короля Альфонсо XI. В 1327 году кастильский двор заинтересовался возможностью свадьбы короля с португальской инфантой Марией, в результате чего его брак с Констансой был расторгнут, а сама она заточена в Торо. Хуан Мануэль требовал вернуть ему дочь, но его пожелание было удовлетворено лишь после объявления войны.
Второго мужа Хуан решил найти дочери в Португалии, и в 1336 году состоялось её бракосочетание с инфантом Педру. Приданое невесты составило 300 000 дублонов. Альфонсо был против этого брака, так как он укреплял претензии португальцев на кастильский трон, и лишь спустя три года, после вооружённого конфликта, согласился выпустить Констансу из страны. Повторная церемония прошла в Лиссабоне. Кронпринцессе были пожалованы города Монтемор-у-Нову, Аленкер и Визеу.
Почти сразу после свадьбы началось соперничество Констансы с сопровождавшей её Инес де Кастро. Король Афонсу IV поддерживал законную невестку, так как опасался политического влияния братьев Инес на дона Педру. В 1340 году Констанса пригласила Инес в крёстные к своему сыну Луишу, надеясь, что муж откажется от любовной связи с кумой, но младенец прожил лишь неделю. Отношения между Педру и Инес продолжились и тогда, когда Афонсу удалил последнюю от двора. После смерти Констансы от родов Педру обвенчался с любовницей.
Констанса фигурирует в некоторых художественных произведениях, посвящённых истории Педру и Инес, например, в пьесе «Венец любви и смерти» (исп. Corona de amor y muerte) Алехандро Касоны.

## Дети
- Луиш (1340) — умер новорождённым.
- Мария (1343—1367) — жена Фернандо, маркиза Тортосского.
- Фернанду (1345—1383) — король Португалии (1367—1383).